# 長州酒造
長州酒造株式会社（ちょうしゅうしゅぞう）は山口県下関市菊川町にて日本酒「天美」（てんび）の醸造を行う日本酒メーカー。

## 概要
元々は1871年（明治4年）創業で、菊川地区に最後まで残った日本酒蔵・児玉酒造株式会社で、100年以上に亘って普通酒「長門菊川」を醸していたが、6代目の児玉剛が高齢になると酒造りを止め、他者の酒を「長門菊川」の銘柄で細々と販売を続ける生活を15年ほど送っていた。一方、太陽光発電システムなどの製造販売を手がける長州産業（山陽小野田市）は事業の多角化に向けてチョウザメの養殖に使う水源を探していたところで児玉酒造の存在を知り、小規模でも高付加価値な日本酒づくりを企画し児玉酒造に事業承継を持ちかける。
長州産業は事業譲受の上で商号を「長州酒造株式会社」に改め、「鈴鹿川」「作」を醸す蔵元・清水清三郎商店（三重県）や「川鶴」を醸す川鶴酒造（香川県）にて酒造りを経験してきた女性杜氏の藤岡美樹を迎え入れ、未経験者を含む蔵人4人と共に日本酒造りを再開させる。蔵の耐震性・耐火性に問題があったことから2019年に新たな酒蔵を竣工させ、2020年に新銘柄「天美」の初出荷にこぎ着けた。「天美」は天（太陽）の恵みでできた美しい酒という意味を込めたという。
「天美」は初年度から日本酒愛好家の評価が高く、2022年には日本航空 (JAL) 国内線ファーストクラスの機内提供酒に選ばれるなどしたが、2023年11月末を持って藤岡杜氏が退職。酒造りが危ぶまれたが、山口県内や近県の酒造会社の協力の下で酒造りを継続。「辛天」等の新ジャンルを生み出すなどし、2025年は豪華列車「TWILIGHT EXPRESS 瑞風」のイブニングラウンジカーで提供されるなど、高評価を継続している。

## 主な銘柄
- 天美 特別純米酒 火入れ（黒天）
  - 天美 特別純米 生原酒（黒天）（季節限定品）
- 天美 純米吟醸酒 火入れ（白天）
  - 天美 純米吟醸 生原酒（白天）（季節限定品）
- 天美 純米大吟醸
- 天美 新酒 純米吟醸 にごり生（雪天）
- 天美 純米吟醸 うすにごり生原酒 （桃天）
- 天美 特別純米 辛天
- 天美 純米大吟醸 赤磐雄町
- 天美 純米大吟醸 廣島千本錦
- 天美 純米大吟醸 長州山田錦